# أورلاندو فوريوسو
أورلاندو فوريوسو (بالإيطالية: Orlando furioso)‏ أو أورلاندو الهائج هي ملحمة رومانسية إيطالية كتبها الشاعر لودوفيكو أريوستو وكان لها تأثير واسع على الثقافة اللاحقة. ظهر أول إصدار في 1516 على الرغم من عدم نشر القصيدة في شكلها الكامل حتى 1532. أورلاندو فوريوسو هي استمرار لأورلاندو إناموراتو لماتيو ماريا بوياردو غير المكتملة («أورلاندو في الحب» والتي نشرت بعد وفاته في 1495).

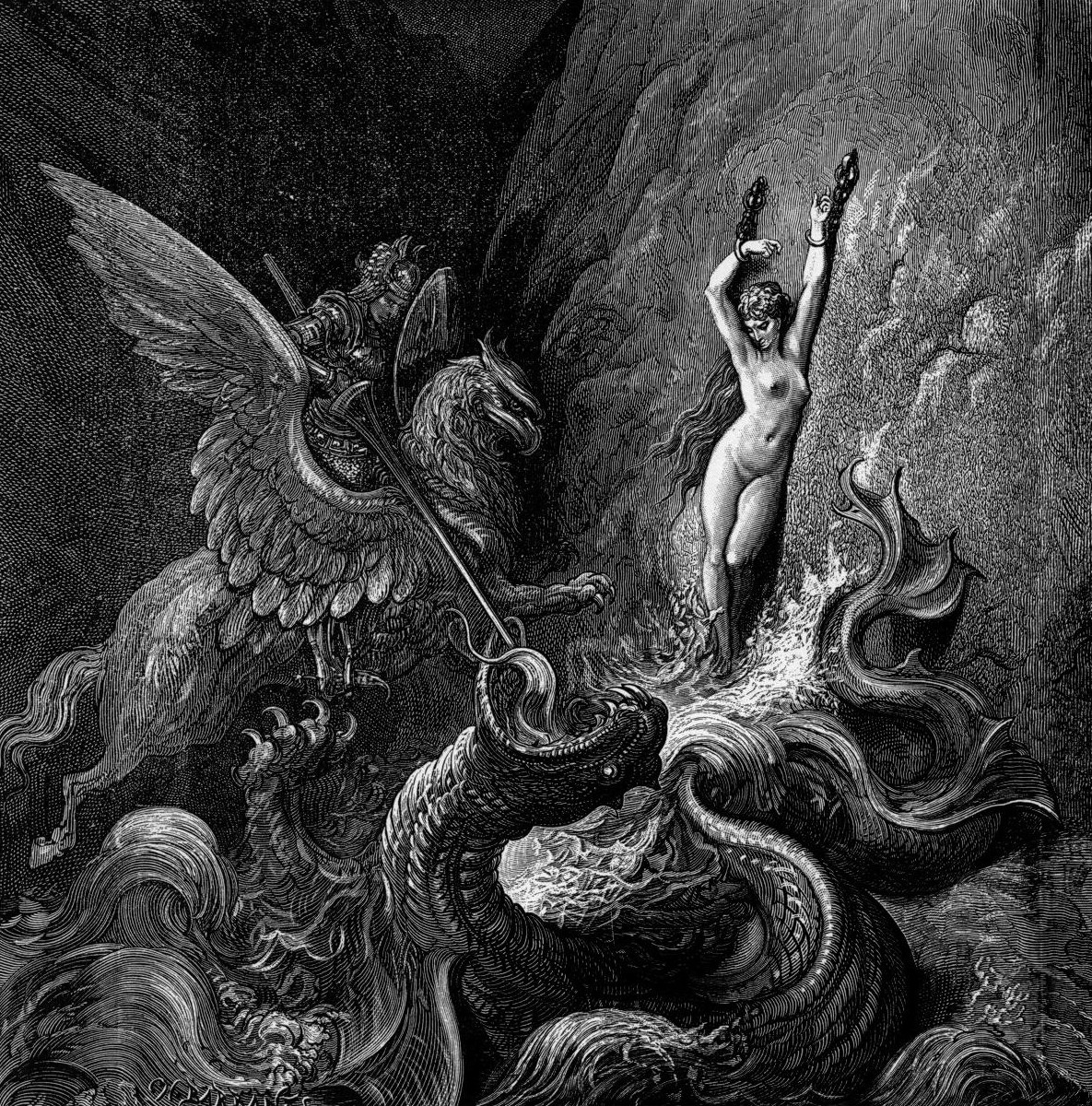
لوحة روجييرو ينقذ أنجليكا لغوستاف دوريه

تشترك ملحمة أورلاندو فوريوسو في محيطها، وشخصياتها التاريخية، وفي بعض السمات مع نشيد رولاند وهي قصيدة فرنسية قديمة من القرن الحادي عشر، وتحكي عن وفاة رولاند. وهي أيضًا قصة حب شهم نشأت من تقليد بدأ في أواخر العصور الوسطى واستمر في شعبيته في القرن السادس عشر وحتى القرن السابع عشر.
أورلاندو هو الفارس المسيحي المعروف بالفرنسية (والإنجليزية لاحقًا) باسم رولاند. تدور أحداث القصة على خلفية الحرب بين حكام شارلمان المسيحيين، والجيش المسلم الذي غزا أوروبا ويحاول الإطاحة بالإمبراطورية المسيحية. تدور القصيدة حول الحرب والحب والمثل الرومانسي للفروسية. فهو يمزج بين الواقعية والخيال والفكاهة والمأساة. المسرح هو العالم كله، بالإضافة إلى رحلة إلى القمر. تضم المجموعة الكبيرة من الشخصيات المسيحيين، والعرب، والجنود، والسحرة، ومخلوقات خرافيّة مثل وحش البحر العملاق المسمى أورك، والحصان الطائر المسمى هيبوجريف. تتناول القصيدة العديد من الموضوعات التي تتشابك في هيكلها العرضي المعقد، ولكن أهمها هي قصة حب بالادين أورلاندو غير المتبادل للأميرة الوثنية أنجليكا والذي يدفعه إلى الجنون، وقصة الحب بين المحاربة المسيحية برادامانتي، والقائد العربي المسلم روجيرو الذين من المفترض أن يكونوا أسلاف رعاة أريوستو، وقصة عائلة ديستي في مدينة فرارة الإيطالية، والحرب بين المسيحيين والعرب.
تنقسم القصيدة إلى ستة وأربعين مقطعًا، يحتوي كل منها على عدد متغير من ثمانية أسطر مقطعية من نوع قافية الأوتافا ريما. كانت قافية الأوتافا ريما شائعة الاستخدام في الملاحم الإيطالية الرومانسية السابقة، مثل قصيدة مورجنتي للشاعر الإيطالي لويجي بولشي، وقصيدة أورلاندو إناموراتو (أو أورلاندو عاشقًا) التي كتبها شاعر عصر النهضة ماثيو ماريا بوياردو.
بلغ إجمالي عدد أسطر قصيدة أريوستو حوالي 38736 سطرًا، مما يجعلها واحدة من أطول القصائد في الأدب الأوروبي.

## نظم ونشر القصيدة
بدأ أريوستو في تأليف قصيدته حوالي عام 1506 عندما كان في الثانية والثلاثين من عمره. ونُشرت الطبعة الأولى من القصيدة التي كانت تحتوي على 40 مقطعًا في مدينة فرارة الإيطالية في أبريل عام 1516 وخصصت لراعي الشاعر إيبوليتو ديستي. ظهرت طبعة ثانية في عام 1521 مع مراجعات طفيفة.
واصل أريوستو كتابة المزيد من أجزاء القصيدة فيما بعد، وفي عشرينيات القرن الخامس عشر كان قد ألف خمسة مقاطع أخرى، مما يمثل تطورًا إضافيًا لشعره. كان أريوستو قد قرر عدم تضمين المقاطع الخمس الإضافية في الطبعة النهائية، إلا أنخت نشرت بعد وفاته على يد فيرجينيو ابنه غير الشرعي تحت عنوان «خمس مقاطع» وقد حظيت بتقدير كبير من قبل بعض النقاد المعاصرين. ظهرت النسخة الثالثة والأخيرة من أورلاندو فوريوسو والتي تحتوي على 46 مقطعًا، في عام 1532.
سعى أريوستو للحصول على مشورة أسلوبية من عالم الإنسانيات بيترو بيمبو لإكساب شعره أقصى درجة من البريق، وهذه هي النسخة المعروفة للأجيال الحالية.
نُشرت الترجمة الإنجليزية الأولى للقصيدة لجون هارينغتون عام 1591 بأمر من الملكة إليزابيث الأولى التي قيل إنها منعت هارينغتون من دخول البلاط الملكي حتى اكتمال الترجمة.

## أريوستو وبوياردو
تعتبر قصيدة أريوستو تكملة لقصيدة ماثيو ماريا بوياردو المعروفة باسم أورلاندو إيناموراتو (أو أورلاندو عاشقًا). كان أحد إنجازات بوياردو الرئيسية هو دمج القصص الفرنسية (تقليد القصص عن شارلمان والأبطال الأسطوريين مثل أورلاندو) مع القصص البريطانية (مثل الأساطير حول الملك آرثر وفرسانه). واسم أورلاندو هو ترجمة لاسم رولاند المأخوذ من قصيدة فرنسية من القرن الثاني عشر بعنوان نشيد رولان.
احتوت قصيدة بوياردو على العناصر السحرية، والاهتمام بالحب الذي كان يندر عمومًا في القصائد الأكثر تقشفًا عن حروب وأبطال كارولينجيان. واصل أريوستو مزج هذه العناصر في قصيدته بالإضافة إلى إضافة مادة مشتقة من المصادر الكلاسيكية.  إلا إن أريوستو كانت لديه نبرة ساخرة نادرًا ما تظهر في شعر بوياردو، الذي تعامل مع المثل العليا للفروسية بجدية أكبر. احتفى أريوستو في أورلاندو فوريوسو بشكل واضح بالمفهوم الإنساني للإنسان والحياة تحت ظهور عالم خيالي بدلاً من المثل العليا الفروسية التي لم تعد حية في القرن السادس عشر.

## القصة

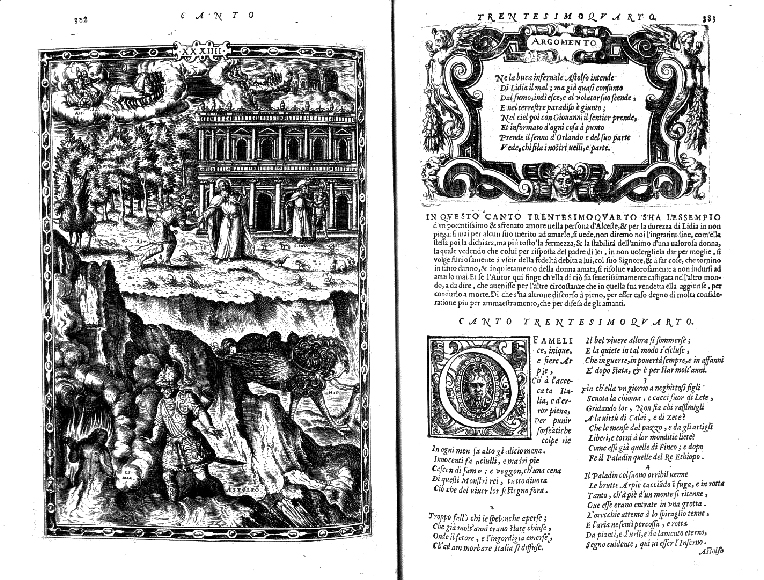
صفحة من طبعة عام 1565 من أورلاندو فوريوسو لفرانشيسكو فرانشيسكي.

تدور أحداث ملحمة أورلاندو فوريوسو على خلفية الحرب بين الإمبراطور المسيحي شارلمان، وملك إفريقيا المسلم أغرامانتي الذي غزا أوروبا انتقامًا لمقتل والده ترويانو. حاصر أغرامانتي وحلفاؤه، ومن بينهم مارسيليو ملك إسبانيا، والمحارب المتبجح رودومونتي  الإمبراطور شارلمان في باريس.
كان أورلاندو أشهر فرسان شارلمان مشغولًا في تلك الأثناء عن واجبه في حماية الإمبراطور بسبب حبه للأميرة الوثنية أنجليكا. تهرب أنجليكا في بداية القصيدة من قلعة الدوق نامو البافاري، وكان أورلاندو يواجه عددًا من المطاردات، فالتقي الاثنان معًا ومروا بمغامرات مختلفة حتى أنقذت أنجليكا الفارس المسلم الجريح ميدورو الذي يقع في حبها ويهربا معًا إلى كاثي.
يعلم أورلاندو الحقيقة وعندئذٍ يغضب ويصاب باليأس فيتيه في أوروبا وأفريقيا ويدمر كل شيء في طريقه. يسافر الفارس الإنجليزي أستولفو إلى إثيوبيا على فرس النهر لإيجاد علاج لجنون أورلاندو. فيطير في عربة إيليا المشتعلة إلى القمر حيث يمكن العثور على كل ما فقد على الأرض بما في ذلك عقل أورلاندو. ويعيده في زجاجة ويجعل أورلاندو يشمه، وبالتالي يعيده إلى صوابه.  وفي نفس الوقت يشفى أورلاندو من حب أنجليكا (حيث يوضح المؤلف أن الحب في حد ذاته شكل من أشكال الجنون).
ينضم أورلاندو إلى براندي مارت وأوليفر لمحاربة أغرامانتي، وسوبرينو، وجراداسو في جزيرة لامبيدوزا حيث يقتل أورلاندو الملك أغرامانتي.

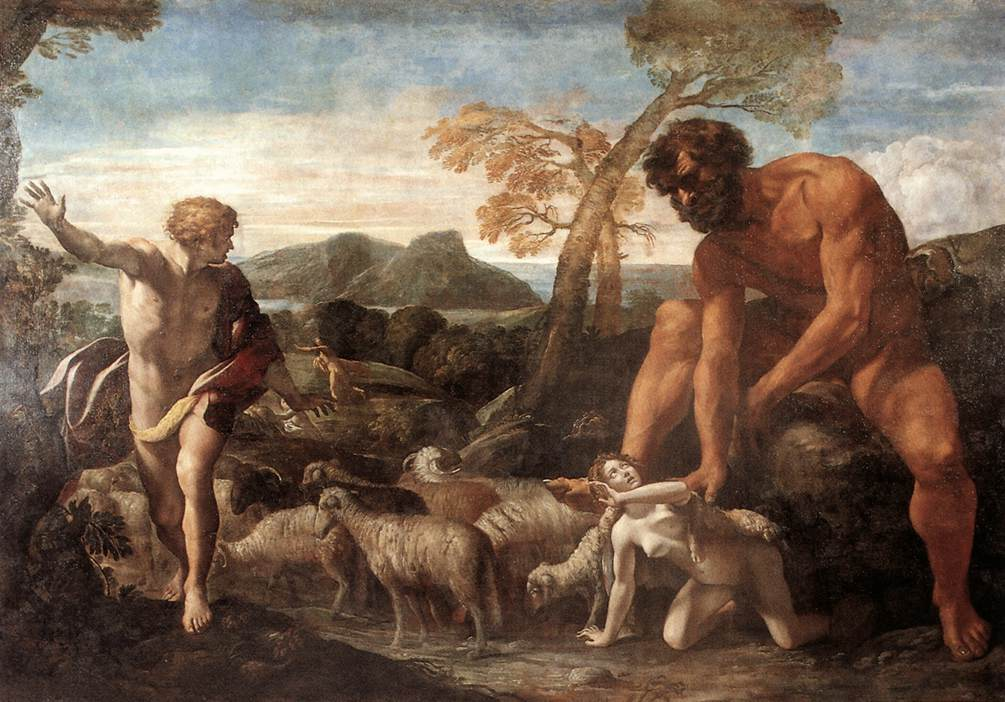
لوحة "اكتشاف الغول لنوراندينو ولوسينا" لجيوفاني لانفرانكو 1624 من المقطع السابع عشر من ملمحمة أورلاندو فوريوسو

تتضمن القصة حبكة مهمة أخرى وهي قصة الحب بين المحاربة المسيحية برادامانتي، والمحارب المسلم روجييرو، الذان يتحمّلان أيضًا الكثير من الصعاب ويواجهوا العدد من التقلبات.
يتم أسر روجييرو على يد الساحرة ألسينا ويصبح بحاجة إلى تحريره من جزيرتها المسحورة. ينقذ روجيرو فيما بعد أنجليكا من الوحش البحري الأسطوري أورك. ويكون عليه أيضًا أن يتجنب سحر الساحر أتلانتي أبيه المتبنّي، والذي لا يريده أن يقاتل، أو يرى العالم خارج قلعته الحديدية، لأن النجوم أخبرته أنه إذا تحول روجيرو إلى المسيحية، فسوف يموت. ولك روجييرو لم يكن يعرف هذا، لذلك عندما أتيحت له الفرصة أخيرًا للزواج من برادامانتي، حيث كانا يبحثان عن بعضهما البعض طوال القصيدة بأكملها على الرغم من وجود العوائق التي تفصل بينهما دائمًا، تحول روجييرو إلى المسيحية وتزوج برادامانتي.
يظهر رودومونتي في وليمة الزفاف، بعد تسعة أيام من الزفاف، ويتهم روجيرو بأنه خائن لقضية المسلمين، وتنتهي القصيدة بمبارزة بين رودومونتي وروجييرو، فيقتل روجييرو رودومونتي. وتصف الأسطر الأخيرة من القصيدة روح رودومونتي وهي تغادر العالم.
روجييرو وبرادامانتي هما أسلاف عائلة إستي الإيطالية رعاة أريوستو الذي قدم سلسلة نسبهم بالتفصيل في المقطع الثالث من القصيدة.
تحتوي الملحمة على العديد من الشخصيات الأخرى، من بينها ابن عم أورلاندو البطل رينالدو الذي يحب أنجليكا أيضًا، واللص برونيلو، والفارس المسلم فيراو، وساكريبانت ملك شركيسيا والقائد العربي المسلم، والبطلة المأساوية إيزابيلا.

## التأثير

### في الأداب اللاحقة
تعدّ ملحمة أورلاندو فوريوسو واحدة من أكثر الأعمال الأدبية تأثيرًا في الأدب الأوروبي بأكمله. والتي لا تزال مصدر إلهام للكتاب حتى يومنا هذا.
نشر الشاعر الإيطالي تيوفيلو فولينجو كتابه أورلاندينو قبل سنوات قليلة من وفاة أريوستو، وهو رسم كاريكاتوري للقصص الموجودة في كل من ملحمة أورلاندو فوريوسو وتكملتها أورلاندو إناموراتو.
في عام 1554 كتبت لورا تيراسينا «مناقشة حول مبدأ جميع أغاني أورلاندو فوريوسو» والتي ارتبطت بأورلاندو فوريوسو وظهرت فيها العديد من الشخصيات.
كان لأورلاندو فوريوسو تأثيرًا كبيرًا على ملحمة ملكة الجن التي ألفها إدموند سبينسر عام 1590. كما استوحى ويليام شكسبير إحدى حبكات مسرحيته جعجعة بلا طحن التي كتبها عام 1598 (الجزء الخاص بالبطل/ كلاوديو/ دون جون) من أورلاندو فوريوسو (ربما استوحاها من ملحمة سبنسر، أو بانديلو). في عام 1592، نشر روبرت جرين مسرحية بعنوان تاريخ أورلاندو فوريوسو. كان الشاعر الإنجليزي الأقرب في الروح لأريوستو وفقًا لباربرا رينولدز هو اللورد بايرون.
في إسبانيا، كتب الشاعر الإسباني لوبي دي فيغا عام 1602 قصيدته الملحمية جمال أنجليكا استمرارًا لملحمة أورلاندو فوريوسو، كما كتب لويس باراهونا دي سوتو قصيدته دموع أنجليكا في عام 1586. وكتب غونغورا قصيدة شهيرة بعنوان في النزل الرعوي تصف شهر العسل المثالي لأنجليكا وميدورو. ذكرت ملحمة أورلاندو فوريوسو كواحدة من الروايات الرومانسية التي تضمنتها رائعة سيرفانتس دون كيشوت، حيث كان من بين القصص المُقحمة داخل دون كيشوت هي إعادة سرد قصة من المقطع الثالث والأربعين وكانت تحكي عن رجل يختبر إخلاص زوجته. كما لاحظ العديد من النقاد الأدبيين التأثير المحتمل لملحمة أورلاندو فوريوسو على القصيدة الثانية لللشاعر الإسباني غارثيلاسو دي لا فيغا.
في فرنسا، استوحى جان دي لافونتين من ملحمة أورلاندو فوريوسو حبكات ثلاث من القصص الأكثر فظًاظة ضمن كتابه النوادر والحكايات الذي ألفه بين عامي 1665 - 1666.
في الفصل الحادي عشر من رواية روب روي التي كتبها السير والتر سكوت حوالي عام 1715 عام غير أنها لم تنشر حتى عام 1817، يتحدث السيد فرانسيس أوسبالديستون عن إكمال نسخته غير المكتملة من أورلاندو فوريوسو، وهي القصيدة التي كان يتوق إلى تحويلها إلى شعر إنجليزي.
أشاد الشاعر الروسي الحديث أوسيب ماندلستام بأورلاندو فوريوسو في قصيدته أريوستو التي كتبها في عام 1933.
اعتمد الروائي الإيطالي إيتالو كالفينو على أريوستو في العديد من أعماله الروائية مثل: ("الفارس الذي لا وجود له 1959) و ("قلعة الأقدار المتقاطعة" 1973). وفي عام 1970 أخرج كالفينو مختاراته الخاصة من بين مقتطفات من القصيدة.
كان الكاتب الأرجنتيني خورخي لويس بورخيس من أشد المعجبين بملحمة أورلاندو، وقد ضمّن في مجموعته الصانع التي ألفها عام 1960 قصيدة أريوستو والعرب (أريوستو والعرب) مستكشفًا فيها العلاقة بين الملحمة وقصص ألف ليلة وليلة العربية. اختار بورخيس أيضًا دراسة أتيليو موميجليانو النقدية للعمل كواحد من مئات المجلدات التي كانت تشكل مكتبته الشخصية.
كانت رواية «ساحرة فلورنسا» للكاتب البريطاني سلمان رشدي عام 2008 مستوحاة جزئيًا من أورلاندو فوريوسو.

### في الخيال الشعبي
تعد برادامانتي واحدة من الشخصيات الرئيسية في العديد من الروايات، مثل بحث ليندا سي. مكابي عن المحارب البكر، ورون ميلر براداماني في العاصفة الحديدية، ومهمة برادامانتي لروث بيرمان.
القصة القصيرة لكاتب الخيال العلمي تيودور ستورجون عام 1954 «إلى هنا وحامل اللوحات» هي عبارة عن تجميع لأجزاء من قصة أورلاندو مختلطة مع إعادة صياغة القصة الحالية في حياة الرسام الذي يعاني من توقّف الإبداع، تماثل شخصية روجييرو شخصية جايلز الفنان، وتضاهي شخصية برادامانتي نظيرتها الآنسة براندت المخلصة الداعمة، وصاحب عملها الثري المذهل حيث تظهر أنجليكا باعتبارها صدى أكثر منها شخصية مستقلة، يتخلص جايلز في النهاية من حالة العجز الإبداعي بمساعدة الآنسة براندت. ظهرت القصة لأول مرة في عام 1954 في مجموعة «بالانتين» التي لم تحظى سوى بنجاح محدود في البداية، ولكن أعيد نشرها كأول قصة في مجموعته القصصية «ستورجون لا زال حيَا وبخير» في عام 1971.
تدور أحداث رواية «قلعة الحديد» وهي رواية خيالية كتبها إل سبراج دي كامب، وفليتشر برات في عالم أورلاندو فوريوسو. وكانت هي القصة الثالثة (وبعد ذلك ضمن سلسلة هارولد شيا.

### في الموسيقى
كانت القصيدة في عصر الباروك هي الأساس لفن الأوبرا. من بين أقدم هذه المسرحيات الأوبرالية «تحرير روجييرو من جزيرة ألسينا» لفرانشيسكا كاتشيني عام 1625، و«القصر المسحور» للويجي روسي عام 1642، و«أورلاندو جينوسو» لأجوستينو ستيفاني عام 1691.
قام أنطونيو فيفالدي بصفته منتجًا ومؤلفًا موسيقيًا بتنظيم ثلاث أوبرات حول موضوعات مستوحاة من ملحمة أريوستو وهي: أورلاندو فوريوسو (1713) لجيوفاني ألبيرتو ريستوري، وأورلاندو فوريوسو (1714) مع موسيقى من تأليفه وتأليف ريستوري معًا، وأورلاندو (1727). ولعل أشهر الأوبرا المستوحاة من القصيدة هي أعمال هاندل مثل: أورلاندو (1733)، وأريودانتي وألسينا (1735).
في فرنسا، لجأ جان بابتيست لولي إلى أريوستو بسبب كتابه المأساوي في الموسيقى رولان (1685). كما تستند أوبرا رامو الكوميدية «فرسان البالادين» (1760) إلى قصة في المقطع الثامن عشر من ملحمة أورلاندو فوريوسو (على الرغم من أن كاتب نصوص رامو استمد الحبكة بشكل غير مباشر عن كونتيس لافونتين). استمر الحماس للأوبرا المأخوذة من شعر أريوستو في العصر الكلاسيكي وما بعده مع أمثلة مثل: «روجيرو» ليوهان أدولف هاسي (1771)، و«رولاند» لنيكولو بيكسيني (1778)، و«أورلاندو بالادينو» لهايدن (1782)، و«أريودانت» لميهول (1799)، وجينيفرا دي سكوزيا لسيمون ماير (1801). كتب أمبرواز توماس عملًا كوميديًا واحدًا مأخوذًا عن ملحمة رولاندو فوريوسو بعنوان «أنجليكا وميدورو» في عام 1843.

### في الفن

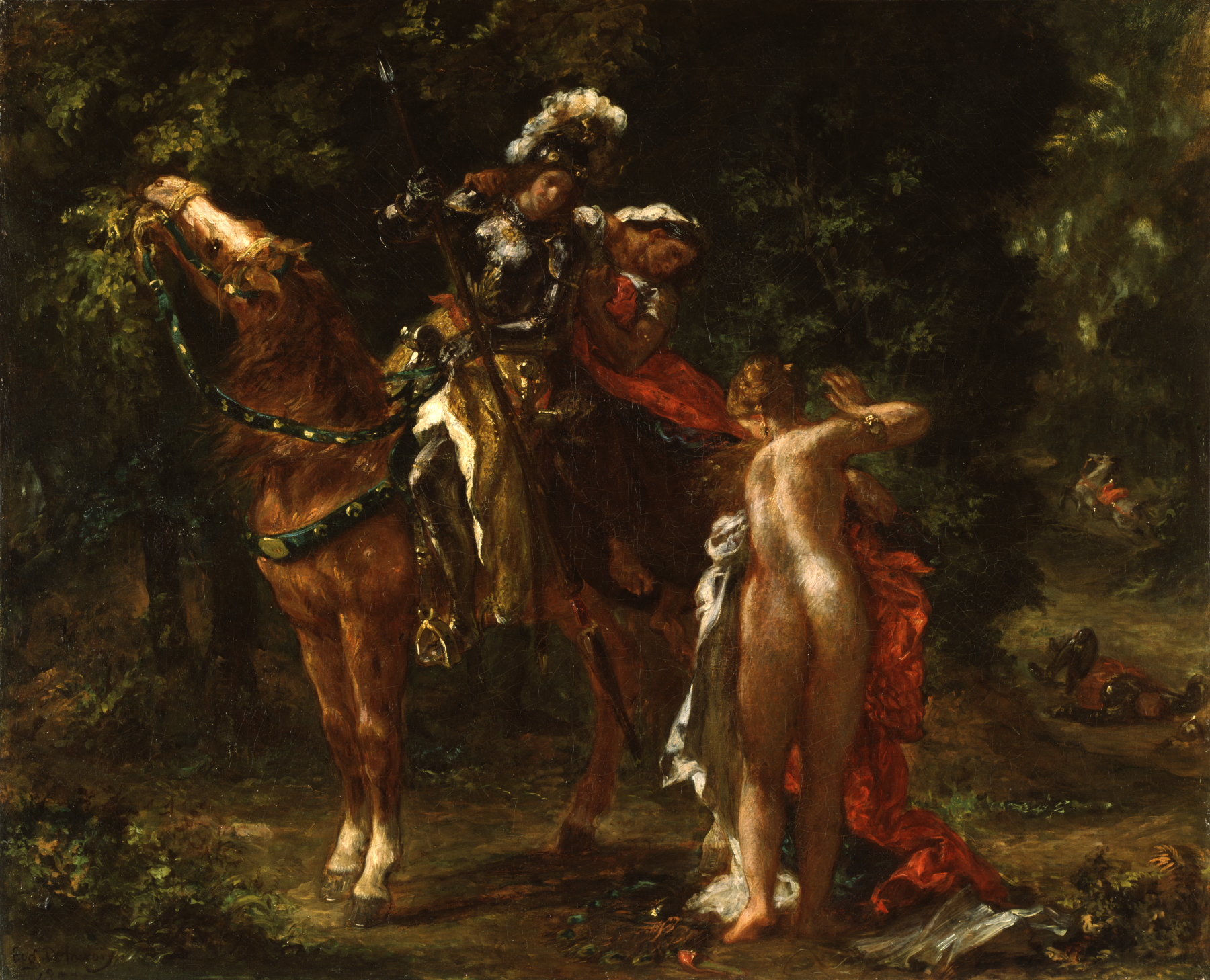
لوحة مارفيز ليوجين ديلاكروا 1852 بمحتف والترز للفنون

كان أورلاندو فوريوسو مصدر إلهام للعديد من الأعمال الفنية، مثل اللوحات التي رسمها يوجين ديلاكروا، وتيبولو، وإنجرس، وريدون، وسلسلة من الرسوم التوضيحية لغوستاف دوريه.
يروي لودوفيكو أريوستو في قصيدته كيف أن مارفيز -المرأة المحاربة- أسقطت الفارس بينابيلو من على جواده بعد أن استهزأت سيدته برفيقة مارفيز «غابرينا» المرأة العجوز. تصور لوحة مارفيز ليوجين ديلاكروا الفارس بينابيلو راقدًا على الأرض، وحصانه يقفز بعيدًا. وتُجبر مارفيز سيدة الفارس على خلع ملابسها في هذه الأناء، وتقديم ملابسها الفاخرة إلى غابرينا. يبدو حصان مارفيز غير منزعجًا من تلك الأحداث، ويمضغ الأوراق في الأعلى في لامبالاة.

### في السينما والتليفزيون والإذاعة
في عام 1975، أخرج لوكا رونكوني مسلسلًا تلفزيونيًا إيطاليًا صغيرًا مبنيًا على قصة أورلاندو فوريوسو، ومن بطولة ماسيمو فوسكي (في دور أورلاندو)، وسيلفيا ديونيزيو (في دور إيزابيلا).
في أواخر الستينيات، وأوائل السبعينيات من القرن الماضي، تمحور برنامج البوب والراي الإذاعي لكوميديا المحاكاة الساخرة ماري باكستايج" زوجة نوبل حول إنتاج باكستايج المسرحي للمسرحية الخيالية "ويستشيستر فوريوسو"، وهو تحديث لأورلاندو فوريوسو الذي تضمن بطريقة ما الفقرات الموسيقية، والرقص بالنقر والبينج بونج.
في عام 1966 كتب فنان كاريكاتير ديزني الإيطالي لوتشيانو بوتارو محاكاة ساخرة لأورلاندو فوريوسو من بطولة البطة دونالد داك، وبابرين فوريوسو.
أشير في الفيلم الأمريكي «مجذوبة القمر» الذي صدر عام 1985 إلى تجدد شباب إحدى الشخصيات حين وقعت في الحب مثل شعور أورلاندو فوريوسو.
تم تحويل فيلم الرسوم المتحركة القصير «فرسان البالادين في فرنسا» لإيمانويل لوزاتي، وجوليو جيانيني في عام 1960 إلى كتاب قصص مصورة للأطفال 1962)، ثم أعيد نشر هذا الكتاب باللغة الإنجليزية في عام 1969 تحت اسم «رونالد والساحر كاليكو». ثم طبع مرة أخرى بالإنجليزية في طبعة بيكتشر ليون ذات الغلاف الورقي (ويليام كولينز، لندن  1973).
تدور قصة ملحمة لوزاتي الأصلية باللغة الإيطالية حول محنة عذراء جميلة تدعى بيانكوفيوري (أو الزهرة البيضاء أو بلانشيفلور) وبطلها الشجاع "الكابتن رينالدو، وريكاردو وأتباعه من "البالادين" وهو المصطلح الذي كان مستخدمًا ليشير للفرسان المسيحيين المنخرطين في الحروب الصليبية ضد المسلمين والمور. يقاتل هؤلاء البالادين المغاربة ومسلمو وعرب شمال إفريقيا، وسلطانهم في القدس. وبمساعدة الساحر الشرير والخائن جانو ماجانز اختطفت بيانكوفيوري من قلعتها الحصينة، وأصبحت زوجة للسلطان. والذي يساعد المقاتلين على تحقيق النصر هو الساحر الطيب أورلوبولو الذي يعيش في بحيرة، ويطير في الهواء على ظهر طائره الأزرق السحري. يقوم المترجمون الإنجليز باستخدام الرسوم التوضيحية الأصلية وأنماط القافية الأساسية بتبسيط الحبكة قليلاً، وتغيير الصراع بين المسيحيين والمسلمين والمور إلى معركة بين السحرة الطيبين والأشرار وبين الفرسان الذهبيين والفرسان الخضر. ومن المحتمل جدًا أن تكون شخصية الخائن والساحر جانو مستوحاة من شخصية الخائن الفرنسي في نشيد رولان وهو "جانيلون" والد زوجة رولان الجبان، ومن المحتمل أيضًا أن يكون هو مصدر إلهام شخصية الخائن في أورلاندو فوريوسو، كذلك ابن عم أورلاندو (البالادين رينالدو) الذي يحب أنجليكا الأميرة الوثنية مثل أورلاندو. ورينالدو بالطبع هو المعادل الإيطالي لرونالد. كما يعادل الطيران في الهواء على ظهر طائر سحري الطيران على فرس النهر السحري إلى القمر.

### في الألعاب
في عام 2014 ابتكر أنريكو ماريا غيغليولي لعبة حروب أورلاندو: قتال الفرسان، وهي لعبة بطاقات تجارية تتضمن شخصيات ومواقف من القصيدة، وهي مقسمة إلى أربع فئات: الفارس، والعذراء والساحر، والكائن الأسطوري.
تظهر القصيدة كذلك كعمل أدبي عظيم في لعبة الفيديو سيد مايرز سيفيلايزيشن5.

## الآراء النقدية

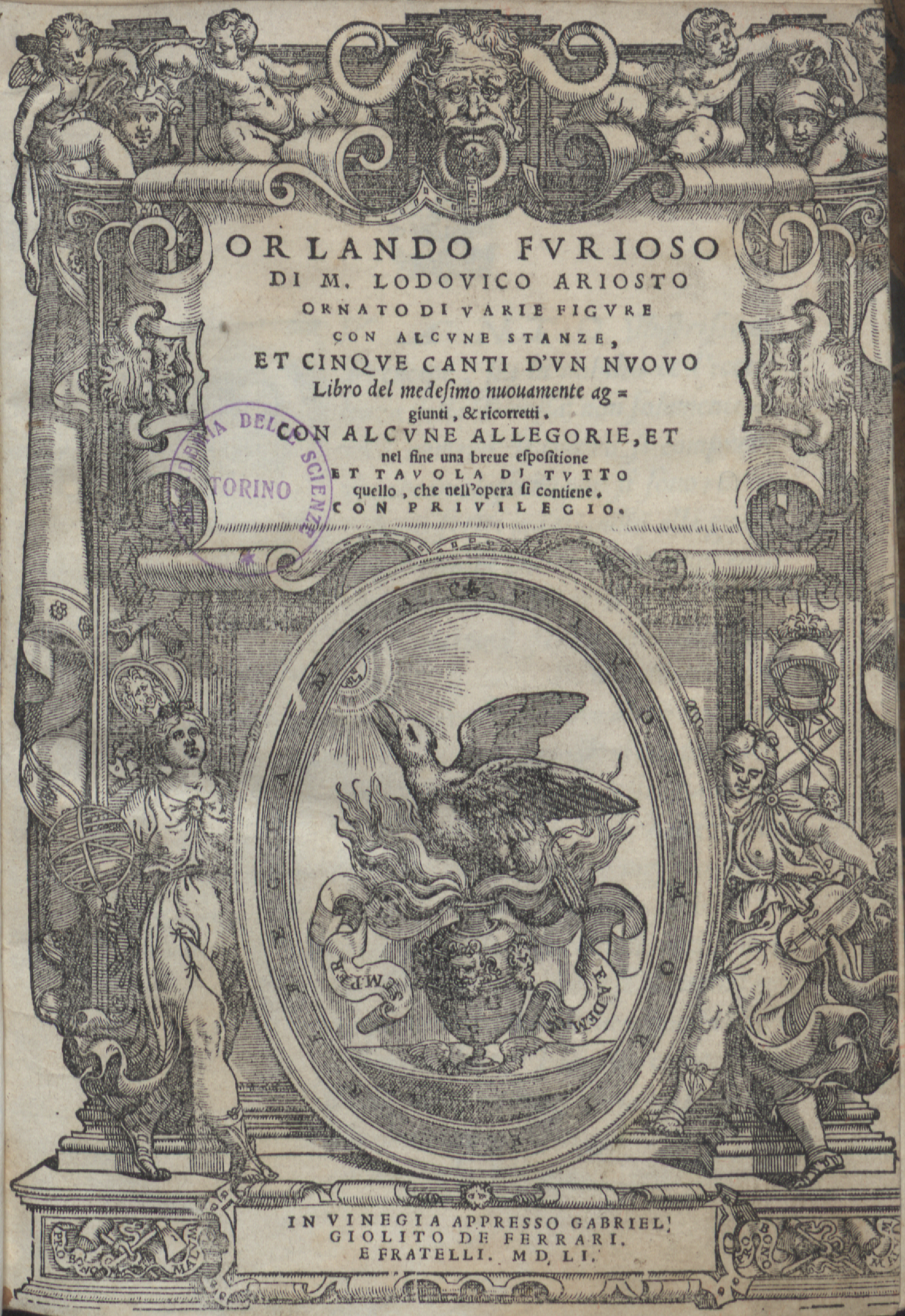
أورلاندو فوريوسو 1551

حظي أورلاندو فوريوسو بشهرة فورية. في حوالي منتصف القرن السادس عشر، اشتكى بعض النقاد الإيطاليين مثل جيان جورجيو تريسينو من أن القصيدة فشلت في مراعاة الوحدة العضوية للعمل كما حددها أرسطو من خلال وجود حبكات متعددة بدلاً من قصة رئيسية واحدة، حيث شعر كل من الشاعر الفرنسي بيير دي رونسارد، والشاعر الإيطالي توركواتو تاسو أن قصيدة أورلاندو فوريوسو تفتقر إلى الوحدة البنيوية. رد المدافعون عن أريوستو مثل جيوفاني باتيستا جيرالدي بأنها لم تكن ملحمة كلاسيكية بل رومانسية، وهو نوع لم يكن معروفًا لأرسطو. لذلك كانت معاييره غير ذات صلة. ومع ذلك، فقد أثرت قيود النقاد الكلاسيكيون على الملحمة الإيطالية العظيمة التالية لتوركواتو تاسو والمعروفة باسم «تحرير القدس» (1581). حيث حاول تاسو الجمع بين حرية تكوين أريوستو، مع بناء هيكل مخطط أكثر توحيدًا. جادل النقاد الإيطاليون في العقود التالية حول مزايا كل من الملحمتين، وأشاد أنصار أورلاندو بواقعيتها النفسية، وطبيعية لغتها. وفي القرن التاسع عشر، اعتبر هيجل أن العديد من الرموز والاستعارات في العمل لم تستخدم فقط لدحض المثل الأعلى للفروسية، ولكن أيضًا لإثبات مغالطة الحواس البشرية وأحكامها. كما كتب كل من فرانشيسكو دي سانكتيس، وأتيليو موميجليانو أيضًا عن أورلاندو فوريوسو.

## الترجمات

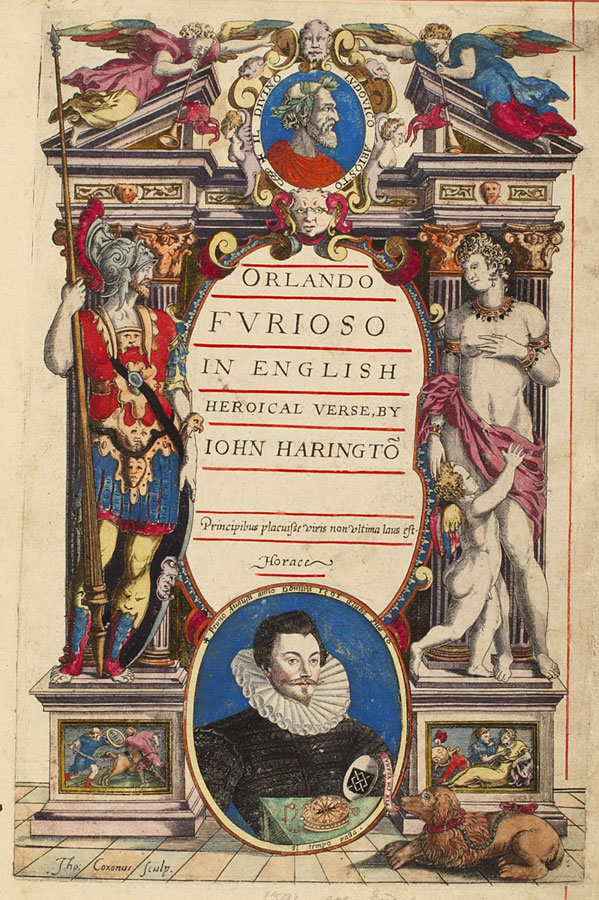
صفحة عنوان الطبعة الثالثة من ترجمة جون هارينغتون لأورلاندو فوريوسو عام 1634. صدرت الطبعة الأولى في عام 1591.

كانت هناك العديد من الترجمات الشعرية لأورلاندو فوريوسو إلى الإنجليزية، ومعظمها يستخدم المقاطع المكونة من 8 أسطر (الأوكتافات) من الأصل. نشرت الترجمة الأولى للقصيدة عام 1591 على يد جون هارينغتون، وأضيفت إليها تعديلات طفيفة عام 1634. ثم نشرت ترجمة تيمبل هنري كروكر المنسوبة بشكل خاطئ إلى ويليام هوجينز، وهنري بويد في عامي 1757 و 1784 على التوالي. ثم استخدمت ترجمة جون هول عام 1783 مقاطع متناغمة.
أنتج ويليام ستيوارت روز ترجمة مكونة من ثمانية مجلدات بدأ نشرها في عام 1823، وانتهت عام 1831. كذلك نشرت باربرا رينولدز ترجمة شعرية للملحمة في عام 1975، ثم نشرت ترجمة مختصرة لها على يد ديفيد سلافيت في عام 2009، والتي اكتملت بعد ذلك بمجلد ثان يحتوي على الأجزاء المفقودة بفعل الاختصار في عام 2012.
كما أجريت بعض الترجمات في شكل نثري. فنشرت ترجمة أ.هـ. جيلبرت بواسطة مطبعة جامعة ديوك في عام 1954. خطط ريتشارد هودجنز لترجمة متعددة الأجزاء نشر مجلدها الأول بعنوان «خاتم أنجليكا» في أكتوبر 1973. ولا يبدو أن المجلدات المتبقية قد تم طباعتها. نُشرت الترجمة النثرية الكاملة لغيدو والدمان لأول مرة عن طريق مطبعة جامعة أكسفورد في عام 1973.

## روابط خارجية
- أورلاندو فوريوسو على موقع الموسوعة البريطانية (الإنجليزية)